# كوك
كوك (بالإنجليزية: Cook, Minnesota)‏ هي مدينة تقع في ولاية مينيسوتا في الولايات المتحدة. تبلغ مساحة هذه المدينة 6.55 (كم²)، وترتفع عن سطح البحر 398 م، بلغ عدد سكانها 574 نسمة في عام 2010 حسب إحصاء مكتب تعداد الولايات المتحدة.

## التركيبة السكانية
قام مكتب تعداد الولايات المتحدة بتحديد بيانات التركيبة السكانية لكوكفي تعداد الولايات المتحدة. في ما يلي، التركيبة السكانية حسب تعدادي 2000 و2010.

### تعداد عام 2000
بلغ عدد سكان كونواي سبرينغز 1,322 نسمة بحسب تعداد عام 2000، وبلغ عدد الأسر 469 أسرة وعدد العائلات 318 عائلة مقيمة في المدينة. في حين سجلت الكثافة السكانية 1,684.6 نسمة لكل ميل مربع (650.4/كم2). وبلغ عدد الوحدات السكنية 501 وحدة بمتوسط كثافة قدره 638.4 نسمة لكل ميل مربع (246.5/كم2).
وتوزع التركيب العرقي للمدينة بنسبة 97.05% من البيض و 0.23% من الأمريكيين الأصليين و 0.23% من الأمريكيين الأفارقة و 1.36% من عرقين مختلطين أو أكثر.
بلغ عدد الأسر 469 أسرة كانت نسبة 38.2% منها لديها أطفال تحت سن الثامنة عشر تعيش معهم، وبلغت نسبة الأزواج القاطنين مع بعضهم البعض 55.2% من أصل المجموع الكلي للأسر، ونسبة 10.2% من الأسر كان لديها معيلات من الإناث دون وجود شريك، وكانت نسبة 32.0% من غير العائلات. تألفت نسبة 31.1% من أصل جميع الأسر من أفراد ونسبة 16.2% كانوا يعيش معهم شخص وحيد يبلغ من العمر 65 عاماً فما فوق. وبلغ متوسط حجم الأسرة المعيشية 3.46، أما متوسط حجم العائلات فبلغ 2.71.
بلغ العمر الوسطي للسكان 34 عاماً. وكانت نسبة 33.5% من القاطنين تحت سن الثامنة عشر، وكانت نسبة 7.2% بين الثامنة عشر والأربعة وعشرون عاماً، ونسبة 24.4% كانت واقعةً في الفئة العمرية ما بين الخامسة والعشرون حتى والأربعة وأربعون عاماً، ونسبة 17.5% كانت ما بين الخامسة والأربعون حتى الرابعة والستون، ونسبة 17.4% كانت ضمن فئة الخامسة والستون عاماً فما فوق. يوجد لكل 100 أنثى 86.2 ذكر، ويوجد لكل 100 أنثى في الثامنة عشر من عمرها فما فوق 78.7 ذكر.
بلغ متوسط دخل الأسرة في المدينة 37,566 دولار، أما متوسط دخل العائلة فبلغ 48,000 دولار. وكان متوسط دخل الذكور 35,893 دولار مقابل 21,875 دولار للإناث. وسجل دخل الفرد الخاص بالمدينة 15,470 دولار. وكانت نسبة 3.5% من العائلات ونسبة 4.8% من السكان تحت خط الفقر، وكان من هؤلاء نسبة 3.7% تحت سن الثامنة عشر ونسبة 6.3% في الخامسة والستين من العمر وما فوق.

### تعداد عام 2010
بلغ عدد سكان كوك 574 نسمة بحسب تعداد عام 2010، وبلغ عدد الأسر 268 أسرة وعدد العائلات 134 عائلة مقيمة في المدينة. في حين سجلت الكثافة السكانية 226.9 نسمة لكل ميل مربع (87.6/كم2). وبلغ عدد الوحدات السكنية 306 وحدة بمتوسط كثافة قدره 120.9 لكل ميل مربع (46.7/كم2).
وتوزع التركيب العرقي للمدينة بنسبة 92.0% من البيض و 4.9% من الأمريكيين الأصليين و 0.2% من سكان جزر المحيط الهادئ و 0.2% من الأمريكيين الأفارقة و 2.4% من عرقين مختلطين أو أكثر.
بلغ عدد الأسر 268 أسرة كانت نسبة 23.1% منها لديها أطفال تحت سن الثامنة عشر تعيش معهم، وبلغت نسبة الأزواج القاطنين مع بعضهم البعض 38.1% من أصل المجموع الكلي للأسر، ونسبة 10.4% من الأسر كان لديها معيلات من الإناث دون وجود شريك، بينما كانت نسبة 1.5% من الأسر لديها معيلون من الذكور دون وجود شريكة وكانت نسبة 50.0% من غير العائلات. تألفت نسبة 43.3% من أصل جميع الأسر من أفراد ونسبة 20.9% كانوا يعيش معهم شخص وحيد يبلغ من العمر 65 عاماً فما فوق. وبلغ متوسط حجم الأسرة المعيشية 2.84، أما متوسط حجم العائلات فبلغ 2.04.
بلغ العمر الوسطي للسكان 47 عاماً. وكانت نسبة 19.5% من القاطنين تحت سن الثامنة عشر، وكانت نسبة 6.6% بين الثامنة عشر والأربعة وعشرون عاماً، ونسبة 22.3% كانت واقعةً في الفئة العمرية ما بين الخامسة والعشرون حتى والأربعة وأربعون عاماً، ونسبة 28.5% كانت ما بين الخامسة والأربعون حتى الرابعة والستون، ونسبة 23% كانت ضمن فئة الخامسة والستون عاماً فما فوق. وتوزع التركيب الجنسي للسكان بنسبة 47.6% ذكور و52.4% إناث.

## وصلات خارجية
- www.cookmn.us
- The US50 - Cities and Towns in Minnesota State